# Guillaume Glorieux
Pour les articles homonymes, voir Glorieux.
Guillaume Glorieux, né en 1971, est directeur de l’enseignement et de la recherche de L’École des arts joailliers. Il était précédemment professeur des universités et a notamment enseigné l'histoire de l'art moderne à l'université de Rennes 2 - Haute Bretagne. 
Spécialiste de la peinture du XVIIIe siècle, il a également mené des recherches et publié sur l'histoire du marché de l'art et du collectionnisme dans l'Europe des Lumières et, plus généralement, sur l'histoire du goût. Depuis son arrivée à L’École des arts joailliers, son champ de recherche porte sur le bijou dans sa dimension historique, esthétique et technique.

## Biographie
À sa sortie de l'École supérieure de commerce de Paris (1994), Guillaume Glorieux prépare une thèse de doctorat à la Sorbonne sur Edme-François Gersaint (1694-1750), soutenue en 2000.
Maître de conférences à l'université Blaise-Pascal de Clermont-Ferrand entre 2002 et 2008, Guillaume Glorieux  prépare sa thèse d'habilitation à diriger des recherches à la Sorbonne sur « la peinture de fête galante en France au XVIIIe siècle ». Il consacre ensuite ses recherches à Watteau, sujet de l’un de ses livres. 
Il est nommé professeur à l'université Rennes-II en 2008. De 2010 à 2017, il est membre du comité éditorial des Presses universitaires de Rennes et codirecteur de la collection « Art et société ».
Depuis 2017, Guillaume Glorieux dirige le département Enseignement et Recherche de L’École des arts joailliers, au croisement de la création et de la diffusion des contenus pédagogiques, cours, conférences et publications.

## Distinctions
- Prix Bruno-Pons (2001)
- Prix Eugène-Carrière de l’Académie française pour À l’enseigne de Gersaint. Edme-François Gersaint, marchand d’art sur le Pont Notre-Dame (2003)
- Chevalier de l'ordre des Arts et des Lettres (2025)

## Publications
- À l'enseigne de Gersaint. Edme-François Gersaint, marchand d'art sur le pont Notre-Dame (1694-1750), préface de D. Roche, Seyssel, Champ Vallon, 2002
- Le Château de Condé. Une demeure de plaisance au siècle des Lumières, Paris, Somogy Editions d'art, 2004
- Watteau, Paris, Citadelles et Mazenod, Paris, 2011
- L'histoire de l'art. Objet, sources et méthodes, Rennes, Presses Universitaires de Rennes (Collection "Didact histoire de l'art"), 2015
- La boutique, un lieu alternatif de l'art au XVIIIe siècle
- Les arts joailliers : Métiers d'excellence, collection « Découvertes Gallimard Hors série ». Paris, Gallimard / L'Ecole des arts joailliers, 2019
- L’art du XVIIIe siècle, Rennes, Presses Universitaires de Rennes, 2021
- Bijoux de scène de la Comédie-Française (direction Guillaume Glorieux et Agathe Sanjuan), Paris, Gallimard / L’École des arts joailliers, 2023
- Idées reçues sur le bijou (direction Guillaume Glorieux), Paris, Le Cavalier Bleu / L’École des arts joailliers, 2024
- « Voir l’invisible », introduction de Stefan Zweig, La Collection invisible, Paris, Franco Maria Ricci / L’École des arts joailliers, 2025